# Menzogna
Menzogna («Mentira» en italiano) es una película de melodrama italiana de 1952 dirigida por Ubaldo Maria Del Colle, en su última película y la única realizada en la era sonora, y protagonizada por Yvonne Sanson, Irène Galter y Alberto Farnese. Se rodó en los estudios Titanus de Roma. Los decorados de la película fueron diseñados por el director de arte Ottavio Scotti.

## Argumento
Luisa, una viuda rica acostumbrada a organizar fiestas sociales, mantiene desde hace un año una infeliz relación con Fabrizio, uno de sus asistentes, que la humilla y explota. Para escapar de esta situación, se traslada de Nápoles a un pequeño pueblo de pescadores, donde seduce a Gianni, un joven barquero ya vinculado sentimentalmente con Mariella, la pobre pero hermosa chica que le ofrece agua y jabón a los pescadores, a la que en el pueblo llaman el «ángel de los pescadores».
El padre de Mariella, al encontrarse en dificultades económicas, entrega su mano en matrimonio a Rocco, un señor que dicta la ley en el pueblo gracias a su dinero, también propietario de la villa alquilada a Luisa. Gianni inicialmente intenta oponerse a Rocco porque desea casarse con Mariella, pero abandona esta idea después de enamorarse de Luisa.
Luisa, sin embargo, es localizada por Fabrizio quien, al verse rechazado, la asesina disparándole. La culpa recae sobre Gianni, que es detenido. Mariella, para darle una coartada, afirma públicamente que pasó la noche del asesinato en intimidad con Gianni, pero la policía no le cree y, en cambio, su padre, creyéndola, la echa de la casa por vergüenza. Mariella, también rechazada por los demás habitantes del pueblo, se refugia en una casa deshabitada.
En la casa, se le une Rocco, que aprovecha la oportunidad para intentar violarla. Huyendo asustada, Mariella se desliza entre las rocas y queda inconsciente en la orilla, donde se resfría y enferma gravemente. Después de pasar unos días en la cama luchando contra la muerte, se recupera y encuentra a su lado a Gianni, exonerado por el testimonio de Maddalena, la doméstica de Rocco, que esa noche se había encontrado en la calle con el amante de Luisa pero hasta ahora no había hablado porque Rocco le ordenó mantener silencio. Rocco pagará por sus fechorías y Mariella, recuperada, podrá empezar una nueva vida junto a Gianni.

## Reparto
- Yvonne Sanson como Luisa Sanni.
- Irène Galter como Mariella.
- Alberto Farnese como Gianni.
- Folco Lulli como Rocco.
- Mario Ferrari como Padre de Mariella.
- Emma Baron como Maddalena.
- Enrica Dyrell como Capena.
- Tino Carraro como Fabrizio.
- Gualtiero Tumiati como Don Clemente.
- Enrico Olivieri como Cucciolo.
- Carlo Sposito como Brigadier Oriani.
- Virgilio Riento como Brigadier Sante.
- Roberto Murolo como El pescador cantante.

## Producción
Producida y distribuida por Titanus (y realizada en sus estudios romanos), la película se inscribe en el género de los melodramas sentimentales, comúnmente llamados strappalacrime («lacrimógenos», más tarde rebautizados como neorrealismo de aprendiz por la crítica), entonces muy populares entre el público italiano.

## Distribución
La película se estrenó en el circuito cinematográfico italiano en otoño de 1952, aunque en fechas diferentes según la ciudad: en Turín se presentó el 27 de septiembre, en Milán llegó a los cines el 10 de noviembre y en Roma el 16 de noviembre.